# Une page de tournée
Albums par Jean-Louis Aubert
H
(1989) Stockholm
(1997)
Lives par Jean-Louis Aubert
Concert privé
(1998)
Une page de tournée est le premier album live de Jean-Louis Aubert en solo sorti en 1994, il existe aussi en version 1 CD qui ne dit pas que ce n'est que la première partie.

## Liste des titres
CD1
1. Le Bateau sous la terre (Aubert) 6:37
2. Les Plages (Aubert) 4:41
3. Entends-moi (Aubert) 3:53
4. Toi que l'on n'homme pas (Aubert) 5:36
5. La Bonne Étoile (Aubert) 6:55
6. Solitude (Aubert) 6:02
7. Temps à nouveau (Aubert) 4:47
8. La Bombe humaine (Aubert/Téléphone) 3:57
9. Crache ton venin (Aubert/Téléphone) 5:07
10. Univers (Aubert) 4:41
11. Tel est l'amour (Aubert) 5:57
12. Voilà c'est fini (Aubert) 12:11

CD2
1. Locataire (acoustique) (Aubert) 05:15
2. Temps à nouveau (acoustique) (Aubert) 04:46
3. Je t'ai dans la peau (J. Pills, Gilbert Bécaud) 02:49
4. Cascade (Aubert) 03:56
5. Alternative (Aubert) 05:14
6. Purple Haze (Jimi Hendrix) 03:52
7. New-York avec toi (Téléphone)02:52
8. Le long de l'eau (Aubert) 04:37
9. Moments (Aubert) 06:12

## Artistes présents sur l'album
- Batterie & Voix : Richard Kolinka
- Basse & Voix : Daniel Roux
- Percussions & Voix : Feedback
- Claviers & Voix : Fred Montabord
- Guitares & Chant : Jean-Louis Aubert